# Clúster de Empresas de Automoción y Movilidad de Galicia
El Clúster de Empresas de Automoción y Movilidad de Galicia (CEAGA) es una organización que agrupa a varias empresas del sector de automoción y movilidad en Galicia, abarcando toda la cadena de valor. Entre sus miembros se incluyen el fabricante Stellantis Vigo, más de 160 empresas consolidadas de componentes y servicios de apoyo, el Centro Tecnológico de Automoción de Galicia (CTAG), así como nuevas startups vinculadas a la aceleradora Business Factory Auto (BFA).
Su intención es impulsar proyectos cooperativos orientados a mejorar la competitividad de la industria de automoción y movilidad en Galicia. En cuanto a su visión estratégica, CEAGA aspira a posicionar al sector de automoción y movilidad de Galicia como un referente competitivo y sostenible a nivel global en el horizonte 2030. En este contexto, la organización promueve proyectos de cooperación orientados a incrementar la competitividad del tejido empresarial que conforma el ecosistema industrial gallego.
La Fundación CEAGA está registrada como Agrupación Empresarial Innovadora (AEI) con calificación de "Excelente" por parte del Ministerio de Industria, Comercio y Turismo (MINCOTUR).
A nivel europeo, CEAGA ha sido reconocido por la Secretaría Europea de Evaluación de Clústers (ESCA) como uno de los clústeres mejor gestionados de la Unión Europea. En 2022, tras superar una auditoría especializada, obtuvo la renovación del distintivo "Gold Label" con una puntuación de 97 sobre 100. Esta acreditación, de carácter independiente, está reconocida en el ámbito europeo como herramienta de evaluación y comparación, y permite a CEAGA formar parte del Grupo de Expertos de Clústers Excelentes (CEEG).
Desde marzo de 2023, la presidencia de CEAGA está a cargo de Patricia Moreira, directora de cuatro plantas del grupo ZF Lifetec.

## Plan de Competitividad
El Quinto Plan de Competitividad del Ecosistema de Automoción y Movilidad de Galicia (PCAM 2030) establece un marco estratégico orientado a reforzar la capacidad del sector para adaptarse de manera proactiva a nuevos escenarios competitivos, mediante la cooperación entre sus actores. El plan se estructura en 10 Retos Estratégicos, que constituyen la base sobre la cual se han definido 36 Planes Operativos, en los que se detallan las principales líneas de actuación previstas para alcanzar los objetivos establecidos.
La elaboración del PCAM ha contado con la participación activa de los directivos de las empresas miembro de CEAGA, a través de encuestas y talleres de trabajo, así como con las contribuciones del Patronato de la organización.
En un contexto de transformación profunda del sector de automoción, el plan identifica estos cambios como una oportunidad para impulsar la evolución y el progreso del conjunto de empresas que integran el clúster.
Las acciones previstas en el PCAM están orientadas a fortalecer la competitividad del ecosistema, fomentar la excelencia industrial, avanzar en la transformación digital y promover la sostenibilidad. Estas iniciativas se agrupan en torno a diez áreas funcionales clave:
- Innovación abierta
- Personas
- Movilidad
- Impacto electrificación
- Reactivación del sector
- Competitividad industrial
- Cadena de suministro
- Sostenibilidad
- Energía
- Potenciación de CEAGA

## Business Factory Auto & Mobility
Business Factory Auto & Mobility (BFA) es un programa de aceleración dirigido al impulso de proyectos innovadores en el ámbito de la automoción y la movilidad. La iniciativa, puesta en marcha en 2016, está promovida por la Junta de Galicia, el Consorcio de la Zona Franca de Vigo, Stellantis y CEAGA.
El programa ofrece a los emprendedores acceso a un entorno especializado que incluye espacio de trabajo, apoyo financiero, formación y acompañamiento técnico. Asimismo, proporciona un ecosistema colaborativo compuesto por tutores, mentores, empresas colaboradoras y otros agentes vinculados al sector.
BFA se estructura en dos fases, durante las cuales se facilita a los participantes los recursos necesarios para el desarrollo, consolidación y escalado de sus proyectos en el ámbito de la automoción y la movilidad.

## Patronato
La Fundación del Clúster de Automoción y Movilidad de Galicia se rige por un patronato. El patronato está integrado por una presidencia, una vicepresidencia, una tesorería, una secretaría y siete vocalías. Dichos cargos fueron renovados en la Asamblea de empresas de CEAGA del 23 de mayo de 2025

## Reconocimiento y premios
A lo largo de los últimos años, CEAGA ha sido distinguida por diversas entidades locales, nacionales e internacionales en reconocimiento a su labor en el impulso de la competitividad, la innovación, la transformación digital y la colaboración empresarial en el sector de automoción. A continuación, se recogen los principales premios y reconocimientos otorgados a la organización y sus iniciativas:

### Reconocimientos regionales
| Año       | Reconocimiento                             | Detalles |
| --------- | ------------------------------------------ | --- |
| 2016–2020 | Premio “Proyectos Agrupados Industria 4.0” | Primer premio otorgado por la Xunta de Galicia a CEAGA y 15 pymes por su propuesta de transformación digital en 2020. La iniciativa incluyó 15 proyectos liderados por pymes y fue premiada cuatro años consecutivos: 2016, 2017, 2018 y 2020. |
| 2015      | Premio Vigués Distinguido                  | Condecoración otorgada por el Ayuntamiento de Vigo al Sector de Automoción de Galicia, en reconocimiento a su contribución económica y social a la ciudad y su entorno.                                                                        |

### Reconocimientos nacionales
| Año       | Reconocimiento                                       | Detalles |
| --------- | ---------------------------------------------------- | --- |
| 2020–2024 | Agrupación Empresarial Innovadora                    | Calificación de excelente otorgada por el Ministerio de Industria, Comercio y Turismo (MINCOTUR) a CEAGA y sus empresas miembro, tras valorar su Plan Estratégico. |
| 2022      | Mejor proyecto colaborativo entre clusters           | Reconocimiento otorgado a CEAGA y otros siete clústeres de automoción por el proyecto colaborativo Foro de Excelencia 4.0. Premio entregado en el X Congreso de Clusters y AEIs, dentro de los Premios a la Colaboración Empresarial 2022, organizados por clusters.es. |
| 2022      | Premio "Best Hub" Startup Olé                        | Premio en la categoría “Best Hub” otorgado al BFA por Startup Olé, evento internacional de emprendimiento e innovación. |
| 2021      | I Premio Nacional de Movilidad Sostenible            | Premio en la categoría “ONG, Fundación, Asociación” otorgado al BFA, impulsado por CEAGA. Reconoce buenas prácticas en movilidad, con apoyo del Ministerio de Transportes, Movilidad y Agenda Urbana.                                                                   |
| 2018      | Proyecto Mejor Difundido                             | Premio otorgado por la Federación Nacional de Clusters y AEIs (Fenaeic) al plan de comunicación del BFA y CEAGA para la difusión de la aceleradora y sus proyectos. |
| 2018      | Mejor Práctica en Parques Científicos y Tecnológicos | Premio otorgado al BFA por la Asociación de Parques Científicos y Tecnológicos de España (APTE). |

### Reconocimientos internacionales[9]
| Año  | Reconocimiento                                                         | Detalles |
| ---- | ---------------------------------------------------------------------- | --- |
| 2022 | Acreditación “Gold Label” de excelencia de organizaciones clúster      | Otorgada por la Secretaría Europea de Evaluación de Clusters (ESCA). CEAGA fue el primer clúster de automoción en Europa en obtenerla. Renovaciones en 2013, 2016, 2019 y 2022 (puntuación: 97%). |
| 2020 | Premio a la “Mejor Aceleradora”                                        | Entregado por los South Europe Awards a la iniciativa BFA. Reconocimiento a nivel mundial en el ámbito del emprendimiento.                                                                        |
| 2019 | Premio a la “Mejor Práctica”                                           | Otorgado por EURADA a la iniciativa BFA por su contribución al crecimiento económico y la competitividad del sector de automoción.                                                                |
| 2019 | Mobility Startup Europe House                                          | Reconocimiento de Startup Europe Awards (Fundación Finnova y DG Connect) al BFA por promover la innovación, el emprendimiento y el europeísmo.                                                    |
| 2019 | Premio a la “Mejor Iniciativa de Clusters en Modernización Industrial” | Entregado por la Comisión Europea a la red EACN, de la que CEAGA forma parte. |
| 2013 | Excellence in Practice Award                                           | Otorgado a la Universidad Corporativa CEAGA por EFMD en la categoría Colaboraciones y Network: “Cambio de rumbo organizacional: Enfoque, alineación y construcción para el éxito”.                |